# Gardenia grievei
Gardenia grievei är en måreväxtart som beskrevs av John Horne och John Gilbert Baker. Gardenia grievei ingår i släktet Gardenia och familjen måreväxter. Inga underarter finns listade i Catalogue of Life.